# Galeandra duidensis
Galeandra duidensis är en orkidéart som beskrevs av Leslie Andrew Garay och Gustavo Adolfo Romero. Galeandra duidensis ingår i släktet Galeandra och familjen orkidéer. Inga underarter finns listade i Catalogue of Life.